# Portugal nos Jogos Olímpicos de Inverno de 2018
Portugal participou dos Jogos Olímpicos de Inverno de 2018, realizados na cidade de Pyeongchang, na Coreia do Sul. 
Foi a oitava aparição do país nas Olimpíadas de Inverno, onde participa regularmente desde os Jogos de 2006, em Turim. Esteve representado por dois atletas: Arthur Hanse no esqui alpino, e Kequyen Lam no esqui de fundo, sendo a primeira vez que classificou atletas em duas modalidades diferentes.

## Desempenho

### Esqui alpino
Masculino
| Atleta       | Evento         | Descida 1 | Descida 2 | Total   | Pos. |
| ------------ | -------------- | --------- | --------- | ------- | ---- |
| Arthur Hanse | Slalom         | 58.26     | 1:00.35   | 1:58.61 | 38º  |
| Arthur Hanse | Slalom gigante | 1:22.43   | 1:21.52   | 2:43.95 | 66º  |

### Esqui cross-country
Masculino
| Atleta      | Evento      | Final   | Final |
| Atleta      | Evento      | Tempo   | Pos.  |
| ----------- | ----------- | ------- | ----- |
| Kequyen Lam | 15 km livre | 54:34.1 | 113º  |

Legenda
| Recorde mundial      | Recorde mundial (World record)               |                       | Recorde africano                      | Recorde africano (African) |                                           | Q | Classificado por posição (Qualified) |
| Recorde olímpico     | Recorde olímpico (Olympic record)            | Recorde da América    | Recorde da América (Americas)         | q                          | Classificado por melhor tempo (Qualified) |   |                                      |
| Melhor marca do ano  | Melhor marca do ano (World leading)          | Recorde asiático      | Recorde asiático (Asian)              | DNS                        | Não largou (Did not start)                |   |                                      |
| Recorde nacional     | Recorde nacional (National record)           | Recorde europeu       | Recorde europeu (European)            | DNF                        | Não terminou (Did not finish)             |   |                                      |
| Recorde pessoal      | Recorde pessoal do atleta (Personal best)    | Recorde da Oceania    | Recorde da Oceania (Oceania)          | DSQ / DQ                   | Desclassificado (Disqualified)            |   |                                      |
| Recorde da temporada | Recorde da temporada do atleta (Season best) | Recorde sul-americano | Recorde sul-americano (South America) | NM                         | Sem marca (No mark)                       |   |                                      |